# Кирсовка

Кирсовка (укр. Кирсівка) — село,
Черкащанский сельский совет,
Миргородский район,
Полтавская область,
Украина.
Код КОАТУУ — 5323288904. Население по данным 1982 года составляло 20 человек.
Село ликвидировано в 2007 году.

## Географическое положение
Село Кирсовка находится в 0,5 км от села Зализняки.

## История
- 2007 — село ликвидировано[1].
- Село указано на трехверстовке Полтавской области. Военно-топографическая карта.1869 года как хутор без названия[2]